# Taganskaja (metrostation Moskou, Koltsevaja-lijn)
Taganskaja (Russisch: Таганская uitspraakⓘ) is een station aan de Koltsevaja-lijn van de Moskouse metro. Het station werd gebouwd als onderdeel van het eerste deel van de ringlijn.

## Naam en Thema
Het station is genoemd naar Tagannaja Sloboda, de nederzetting alhier die ook de wijk Taganski en de twee pleinen, het Opper-Taganskaplein en Neder-Taganskaplein hun naam gaf. De pleinen zijn in 1963 samengevoegd tot één plein en zijn tegenwoordig een belangrijk knooppunt op de tuinring.
Thema van het station is Strijdkrachten van de Sovjet Unie, hetgeen op diverse plaatsen tot uitdrukking komt. In 1966 is een gelijknamig station aan de Tagansko-Krasnopresnenskaja-lijn en in 1979 werd Marksistskaja aan de Kalininskaja-lijn geopend. Hiermee is het station ook voor de metro een belangrijk knooppunt aan de oostkant van het centrum.

## Architectuur en vormgeving
Het station is, net zoals de andere stations van de vierde fase (1945 - 1957) van de metrobouw, opgetrokken in de Stalinistische barokstijl. Het stationsgebouw uit 1950 bevindt zich aan de noordzijde van de perrons. De reizigers dalen eerst met een korte roltrap af naar een tussenhal waar ze linksaf slaan en vervolgens via een lange roltrap het perron op 53 meter diepte bereiken. Door deze knik kon een historisch pand gespaard blijven. Het ondergrondse deel is een pylonenstation met in totaal 24 pylonen. Aanvankelijk werd de middenhal aan de zuidkant afgesloten door een wand met daarop de wapens van de 16 Sovjet republieken. Deze wand is in 1966 weggebroken voor de overstap naar het station aan de Tagansko-Krasnopresnenskaja-lijn. Kenmerkend voor dit station zijn de driehoekige majolica panelen die op de pylonen zijn aangebracht. De panelen in de middenhal zijn blauw, die in de perronhallen wit. De kroonluchters voor de verlichting hebben overeenkomstige kleuren. 
In totaal zijn er 24 blauwe en 24 witte panelen met acht verschillende motieven. Ieder motief is gewijd aan een onderdeel van de strijdkrachten, hierbij is een militair van dat onderdeel afgebeeld in een rond reliëf en daaronder een rechthoekige afbeelding van het onderdeel zelf.

## Galerij

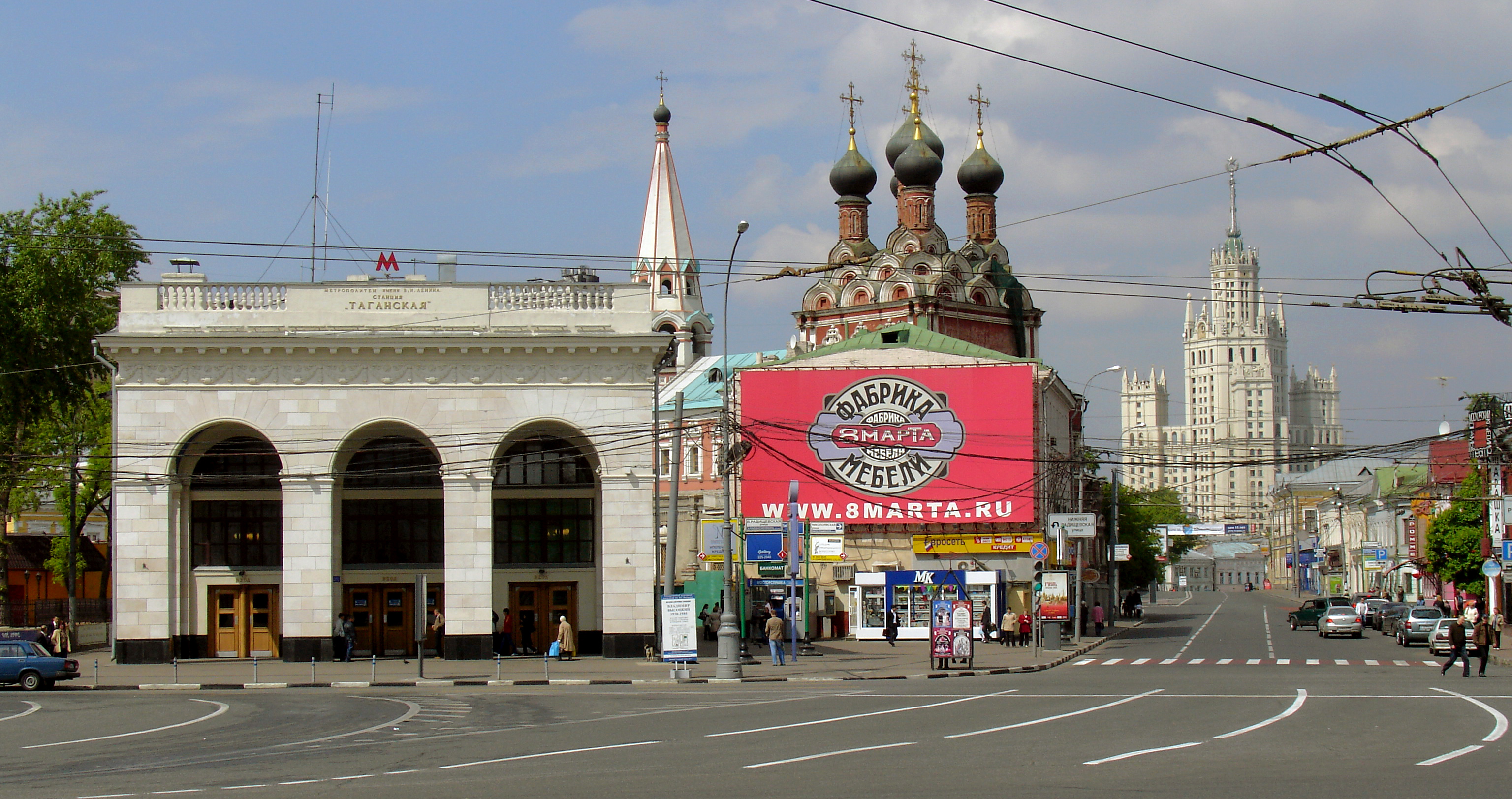
De oostgevel van het stationsgebouw uit 1950
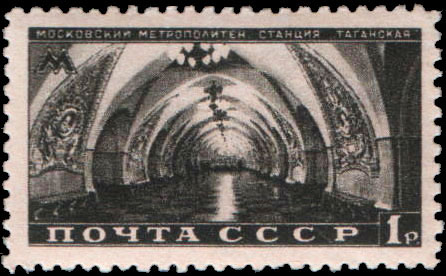
De middenhal op een postzegel uitgeven ter gelegenheid van de opening
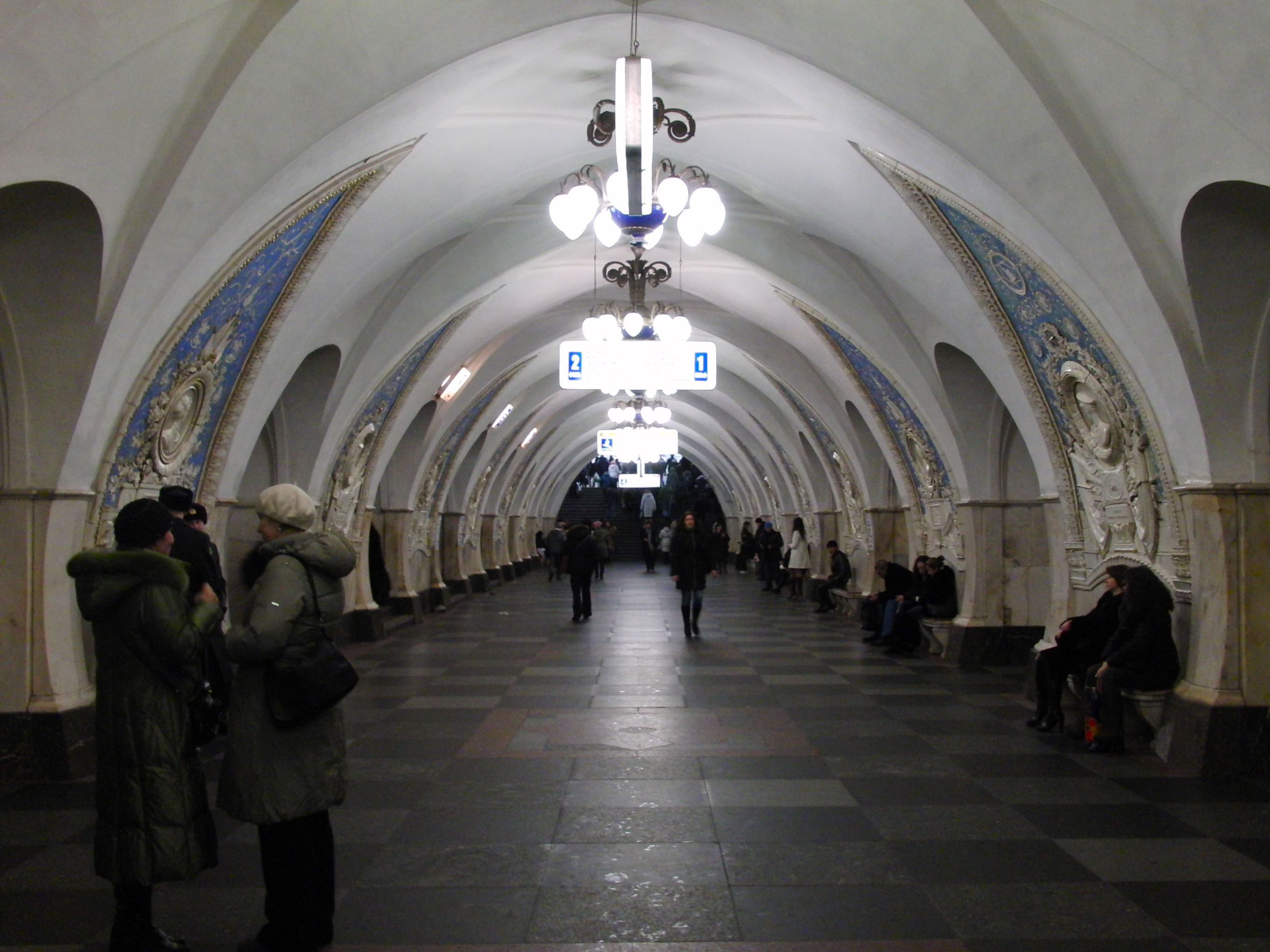
De middenhal
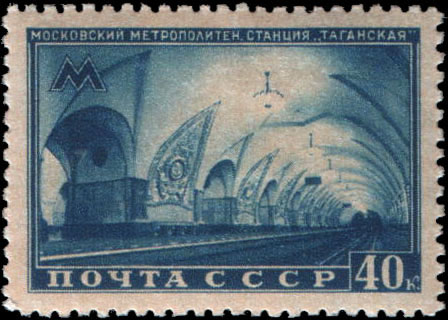
Het perron op een postzegel uitgeven ter gelegenheid van de opening